# Evguenia Bougoslavskaïa
Evguenia Iakovlevna Bougoslavskaïa (en russe : Евгения Яковлевна Бугославская), née à Moscou le 21 décembre 1899, morte à Moscou le 30 mai 1960, est une astronome soviétique.

## Postérité
Le cratère vénusien Bugoslavskaya a été nommé en son honneur .

## Référence
1. ↑  (en) FindTheData : Where does the name for the astrogeological feature Bugoslavskaya come from?